# Библиотека Герциана
Библиотека Герциана (итал. la Bibliotheca Hertziana) — немецкий исследовательский институт, расположенный в Риме, Италия, в Палаццо Цуккари. С 1948 года — Институт истории искусств Общества Макса Планка.
Библиотека была основана в 1913 году по завещанию еврейской покровительницы деятелей искусства Генриетты Гертц (6 января 1846, Кёльн — 9 апреля 1913, Рим) как исследовательский институт кайзера Вильгельма по развитию науки (Kaiser-Wilhelm-Gesellschaft zur Förderung der Wissenschaften) для изучения истории искусства Италии постантичного периода, в частности эпохи Возрождения и барокко. Институт расположен в историческом центре Рима недалеко от церкви Сантиссима-Тринита-дей-Монти в группе из четырёх зданий вдоль Виа Грегориана: Палаццо Цуккари XVI века, прилегающий Палаццо Строганов, Виллино Строганов через дорогу и новое здание библиотеки (завершено в 2012 году по проекту испанского архитектора Хуана Наварро Бальдевега.
Генриетта Гертц происходила из еврейской семьи немецкого происхождения. Она была четвёртым ребёнком, старшей девочкой, из семнадцати детей, семеро из которых пережили младенчество. В школьные годы изучала живопись и историю искусства. В 1889 году Гертц вместе со своими богатыми друзьями Фридой и Людвигом Монд арендовали часть Палаццо Цуккари в Риме. За счет состояния Людвига Монда, заработанного на британской промышленности газированных напитков, «Monds и Hertz» содержали салон «открытых дверей» в Риме.
Постоянными посетителями салона были Габриэле д’Аннунцио, итальянский математик Пьетро Блазерна, Пауль Деуссен, писательница Ольга фон Герстфельдт и историк искусства Эрнст Штайнманн, Вольфганг Хельбиг, Теодор Моммзен, Джованни Морелли и скрипачка Терезина Туа.
В 1904 году на имя Гертц был приобретён Палаццо вместе с прилегающим зданием, Casa dei Preti. При поддержке Фриды Монд и Эрнста Штайнманна Герц стала собирать книги по истории итальянского искусства. Обширная реконструкция 1910—1911 годов позволила использовать первый этаж для библиотеки. Sala di Disegno в палаццетто сохранила свою оригинальную обстановку начала двадцатого века и была одной из пяти комнат, первоначально использовавшихся для библиотеки. В Библиотеке проходил Десятый Международный конгресс историков искусства в Риме 1912 года, на котором был представлен знаменитый пленарный доклад о фресках палаццо Скифанойя, представленный Аби Варбургом.

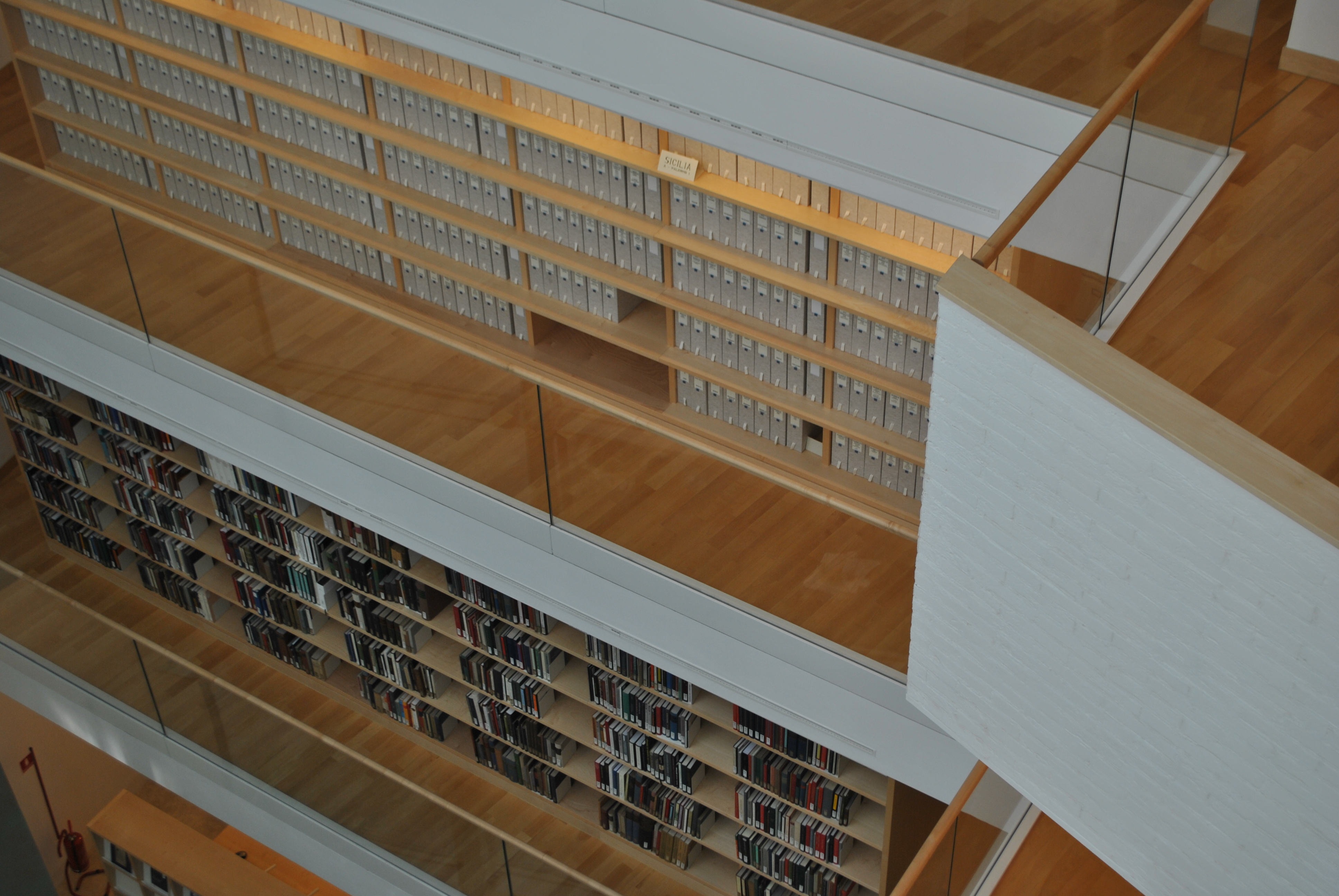
Интерьер библиотеки

Библиотека была официально открыта 15 января 1913 года. В ней было собрано более 300 000 томов. Вместе с фототекой, содержащей более 800 000 фотографий, она представляет один из важнейших мировых центров собрания документов по истории итальянского искусства. С 1934 по 1953 год директором библиотеки был немецкий историк искусства Лео Брунс. В 1962—1980 годах библиотекой руководил Вольфганг Лотц.
После Второй мировой войны в 1948 году институты Общества кайзера Вильгельма были частично расформированы, частично перешли в ведение Общества Макса Планка, функционирующего, как и библиотека, по настоящее время.
Общество поддерживает следующие проекты:
- Искусство Рима (ArsRoma). Создание научной базы данных по истории живописи в Риме периода 1580—1630 годов

- Эпистемологическая история архитектуры

- Создание базы данных архитектурных чертежей

- Карты Рима онлайн[4].

- Исследовательская группа Минервы: Roma communis patria: Национальные церкви в Риме от средневековья до современности

- Италия в Китае

Регулярные семинары по текущим проектам, ежемесячные лекции, учебные курсы для молодых ученых из немецкоязычных стран, а также симпозиумы и конгрессы предоставляют возможности академического обмена между членами института и гостями извне.
С 1990 года каждые два года Библиотека Герциана вручает Премию Ханно и Илзе Хан «за выдающиеся заслуги в области истории искусства» в знак признания и поощрения молодых искусствоведов и историков. Премия названа в честь единственного сына и невестки покойного президента Общества Макса Планка Отто Хана, погибших в результате несчастного случая во Франции в 1960 году.
По завещанию Генриетты Герц учреждён фонд для поддержки серий лекций и предоставления права Британской Академии поддерживать научные исследования и публикации молодых учёных.